# Feierabendterrorismus
Als Feierabendterroristen werden umgangssprachlich militante Netzwerke, Kleingruppen oder Einzelpersonen bezeichnet, die klandestine Strategien verfolgen und aus einem als bürgerliches Leben getarnten Umfeld heraus agieren. Die Bezeichnung wird von Medien, Strafverfolgungsbehörden und teilweise von den Organisationen bzw. deren Mitgliedern selbst verwendet. Mangels anderer Bezeichnungen hat sich dieser Begriff in den letzten Jahrzehnten auch im wissenschaftlichen Bereich etabliert.
Die Feierabendterroristen operieren nicht aus dem Untergrund heraus, sind nicht straff organisiert und dezentral strukturiert. Der Bundesverfassungsschutzbericht 1997 beschrieb mit „Feierabendterroristen“ autonome Strukturen mit terroristischen Ansätzen, die aus der Legalität heraus militant intervenieren und Methoden des „Guerilla-Kampfes“ praktizieren.
Beispiele für diese Organisationsform sind die aus verschiedenen bundesweit bestehenden Gruppen der Revolutionären Zellen, die aus nur zwei Personen bestehende Antiimperialistische Zelle oder die militante gruppe (mg). Ebenso beteiligten sich sogenannte „Kämpfende Einheiten“ und „Militante“ im Vorfeld der RAF, die tagsüber meist einer geregelten Beschäftigung nachgingen, an ihrer Logistik, wie dem Bereitstellen konspirativer Wohnungen, Geld oder Waffen oder dem Ausspähen von Anschlagzielen, aber auch kleineren Anschlägen. Insofern sei, so Alexander Straßner, die RAF entgegen ihrer Selbstdarstellung keine eigentliche Untergrundorganisation gewesen. Eine Identifizierung durch Strafverfolgungsbehörden war daher meist schwer bzw. nicht zu realisieren.
Der Begriff wird auch in einem Spezialbericht von 2004 des Bundesamtes für Verfassungsschutz „Gefahr eines bewaffneten Kampfes deutscher Rechtsextremisten“ verwendet.